# Капырин, Георгий Ильич
Гео́ргий Ильи́ч Капы́рин (1910 — 1982) — советский учёный-материаловед, доктор технических наук, профессор, директор ЦНИИ Металлургии и брони (ЦНИИ-48) Государственного комитета по судостроению СССР (1958—1977).

## Биография
Родился 16 (29) января 1910 года во Владикавказе (ныне Северная Осетия).
В 1928 году поступил работать на Мариупольский металлургический завод. В 1936 году, не прерывая работу, окончил Мариупольский металлургический институт.
С 1937 года работал в организованной на заводе Центральной броневой лаборатории № 2. В 1939 году ЦБЛ-2 была преобразована в филиал Научно-исследовательского института металлургии и брони (ЦНИИ-48). C 1940 года занимал должности главного инженера мариупольского филиала, затем — начальника металлургического отдела и главного инженера ЦНИИ-48.
Георгий Ильич был одним из разработчиков брони высокой твёрдости и технологии её производства для танков Т-34. В годы Великой Отечественной войны руководил организацией броневого и корпусного производств на Сталинградском заводе «Красный Октябрь» и на заводах Урала, активно разрабатывал и внедрял технологические мероприятия по повышению качества брони.
В 1947 году ЦНИИ-48 был переведён из Народного комиссариата танковой промышленности в Народный комиссариат судостроительной промышленности СССР. С этого времени важнейшей задачей института стала разработка корпусных материалов и методов их сварки для военно-морского флота и гражданского судостроения. В 1949 году Капырин защитил диссертацию на соискание учёной степени кандидата технических наук.
После окончания войны при участии Георгия Ильича была успешно решена задача по строительству цельносварных крейсеров проекта 68-бис. В это же время при его участии были созданы металлические материалы и технологические процессы сварки для новых кораблей ВМФ СССР и атомного ледокола «Ленин». В 1952—1958 годах созданы материалы (АК-25) для первой отечественной атомной подводной лодки «Ленинский комсомол». В институте были заложены научные основы для создания нового класса материалов — высокопрочных хорошо свариваемых корпусных сталей.
В феврале 1958 года был назначен директором ЦНИИ-48 и руководил им почти 20 лет. В период его руководства одним из основных направлений деятельности института было создание конструкционных материалов для атомных транспортных и стационарных установок, оценка их работоспособности в составе узлов и конструкций атомных энергетических установок (АЭУ). Ему принадлежит приоритет в определении природы коррозионного растрескивания аустенитных сталей в процессе эксплуатации АЭУ.
Капырин с пониманием относился к роли эксперимента в развитии современного материаловедения. Под его руководством созданы уникальные научно-экспериментальные подразделения института, оснащённые современным испытательным оборудованием.
С началом развития атомной энергетики в 1955 году перед институтом была поставлена новая задача: разработка конструкционных материалов для атомных энергетических установок кораблей ВМФ СССР, гражданского флота и АЭС. Большой комплекс исследований обеспечил разработку нового класса радиационно-стойких теплостойких свариваемых сталей для корпусов атомных реакторов. Создана широкая гамма материалов, обеспечивающих длительный срок службы атомных реакторов в условиях высоких давлений, температур и нейтронного излучения. Из материалов и по технологиям, рекомендованным институтом, построены и успешно эксплуатируются практически все промышленные ядерные энергетические установки гражданского и оборонного назначения.
Впервые в мире институт инициировал морское применение титановых сплавов в качестве материалов, обладающих великолепными служебными свойствами — высокой удельной прочностью, коррозионной стойкостью в морской воде и немагнитностью. В 1956 году по приказу министра судостроительной промышленности Б. Е. Бутомы в институте на базе исследований, проводимых с 1953 года, сформировано новое научное направление по разработке титановых сплавов, способных работать в морских условиях.
С 1955 года институт разрабатывал высокопрочные свариваемые алюминиевые сплавы морского применения. Коррозионностойкий алюминиево-магниевый сплав типа АМг61 (1561), созданный в 1960-е годы, получил широкое распространение в судостроении. Из разработанных институтом морских алюминиевых сплавов построены серии судов с динамическими принципами поддержания на воздушных подушках типа «Зубр», морские, речные суда на подводных крыльях.
В конце 1950-х — начале 1960-х годов институт участвовал в разработке первых ракетных комплексов загоризонтного поражения целей для кораблей ВМФ: П-6 (для подводных лодок) и П-35 (для надводных кораблей). 24 июня 1964 года после проведения полной программы лётных испытаний комплекс П-6 был принят на вооружение.
В 1963 году без защиты диссертации ему была присуждена учёная степень доктора технических наук. В 1966 году присвоено учёное звание профессора.
В 1977 году Георгий Ильич ушёл с поста директора института, но продолжал работать в должности главного консультанта.
Умер 7 мая 1982 года. Похоронен в Ленинграде на Большеохтинском кладбище.

## Награды и звания
- Герой Социалистического Труда (28 апреля 1963 года) — за большие заслуги в деле создания и производства новых типов ракетного вооружения, а также атомных подводных лодок и надводных кораблей, оснащённых этим оружием, и перевооружения кораблей Военно-Морского Флота[3][4].
- два ордена Ленина (1945, 1964)
- орден Отечественной войны I степени степени (1944)
- два ордена Трудового Красного Знамени (1949, 1970)
- орден «Знак Почета» (1951)
- Сталинская премия второй степени (1951) — за коренное усовершенствование методов постройки судов.
- Ленинская премия (1959)
- заслуженный деятель науки и техники РСФСР (1970)
- другие награды